# Evgenius plumatus
Evgenius plumatus là một loài bọ cánh cứng trong họ Cerambycidae.